# Eigenmannia
Eigenmannia es un género de peces de agua dulce de la familia Sternopygidae, en el orden de los Gymnotiformes. Sus especies se distribuyen en ambientes acuáticos de Sudamérica cálida, y son denominadas comúnmente señoritas, banderitas, cuchillos, etc. En ríos de la Amazonia este género es ecológicamente importante pues constituye una parte importante de su biomasa total. Además algunas especies poseen importancia comercial en acuariología, como Eigenmannia virescens.

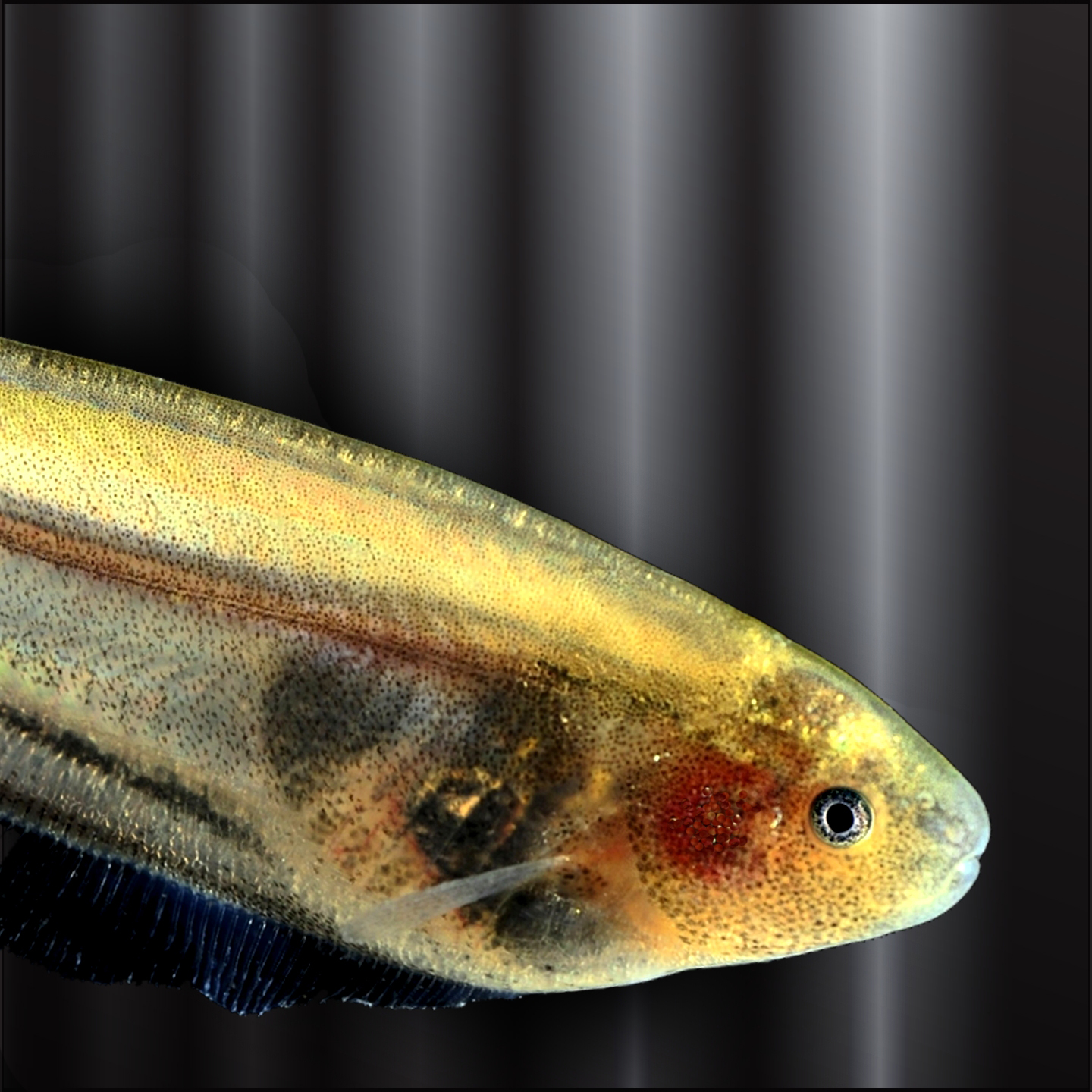
Detalle de la cabeza de Eigenmannia virescens.

## Taxonomía
Este género fue descrito originalmente en el año 1896 por los ictiólogos estadounidenses David Starr Jordan y Barton Warren Evermann.
Etimología
Etimológicamente el nombre genérico Eigenmannia rinde honor al ictiólogo estadounidense, nacido en Alemania, Carl H. Eigenmann. 
Especies
Este género se subdivide en 11 especies:
- Eigenmannia correntes Campos da Paz & Queiroz, 2017
- Eigenmannia humboldtii (Steindachner, 1878)
- Eigenmannia limbata (Schreiner & A. Miranda-Ribeiro, 1903)
- Eigenmannia macrops (Boulenger, 1897)
- Eigenmannia macuxi Dutra, Peixoto, Donin, Santana & Menezes, 2024[2]
- Eigenmannia microstoma (J. T. Reinhardt, 1852)
- Eigenmannia nigra Mago-Leccia, 1994
- Eigenmannia trilineata R. B. López & Castello, 1966
- Eigenmannia antonioi Peixoto, Dutra & Wosiacki, 2015
- Eigenmannia vicentespelaea Triques, 1996
- Eigenmannia virescens (Valenciennes, 1836)

## Morfología
Posee su cuerpo la forma de un cuchillo comprimido; no presenta ni aletas pélvicas ni dorsal, siendo la aleta anal extremadamente larga y ondulante para permitirle moverse tanto hacia delante como hacia atrás. También poseen un órgano que genera descargas eléctricas.

## Distribución y hábitat
Las especies que lo integran se distribuyen en las grandes cuencas sudamericanas: la del Amazonas, la del Orinoco, y la del Plata, además de cuencas menores con drenaje atlántico. Cuentan con alguna especie las Guayanas, Venezuela, Colombia, Ecuador, Perú, Bolivia, Brasil, Paraguay, Uruguay y la Argentina.